# Politisk sekreterare
Politisk sekreterare, ofta förkortat pol. sek., är en politiskt tillsatt tjänsteman som biträder en eller flera politiker i deras ämbete i riksdagen, kommuner och regioner eller inom partipolitiska organisationer.
De politiska sekreterare och politiskt sakkunniga som arbetar på Sveriges riksdag är personer som arbetar med pressrelationer, kommunikation och omvärldsbevakning. De agerar bollplank och strategiska rådgivare åt riksdagsledamöter.
Till skillnad från ombudsmän i partiorganisationer, som är anställda av organisationen, har en politisk sekreterare normalt sin anställning hos till exempel en kommun, men har ändå partibeteckning. Politiska sekreterare i kommuner och regioner har i enlighet med kommunallagen särskilda undantag i anställningsvillkoren genom att anställningarna är knutna till politiska mandat och begränsade till mandatperioder. Politiska sekreterare är sällsynta i små kommuner, men desto vanligare i stora kommuner och i regionerna. Politiska sekreterare och politiskt sakkunniga i riksdagen är anställda av partierna men partierna får bidrag från riksdagsförvaltningen för anställningskostnaderna. De politiska sekreterarna behöver formellt sett inte vara partimedlemmar.
Motsvarande typ av tjänsteman i regeringskansliet är statssekreterare och politiskt sakkunnig. I Stockholms stad har politiska sekreterare normalt titeln borgarrådssekreterare, i Göteborgs stad titeln stadssekreterare.